# Vera Kuznetsova
Vera Kuznetsova (en rus: Вера Кузнецова) va ser una ciclista soviètica, que va competir en pista. Es va proclamar campiona del món en Persecució el 1977.

## Palmarès
- 1977
  -  Campiona del Món en Persecució